# Meliboeus aeneus
Meliboeus aeneus es una especie de escarabajo barrenador metálico del género Meliboeus, familia Buprestidae, orden Coleoptera.

## Taxonomía
Fue descrita por Kerremans en 1899 y publicada en Kerremans C. Buprestides de l'Afrique equatoriale et de Madagascar. Annales de la Société entomologique de Belgique 43:256-298. (1899).